# Ingeniería de montes
Ingeniería de montes es la titulación académica de una disciplina que tuvo sus inicios en Alemania, pretendiendo cubrir la necesidad de mejorar la productividad de los montes.
Con el transcurso del tiempo, la profesión se fue perfilando hacia el desarrollo y optimización del ámbito forestal: silvicultura, aprovechamiento, elaboración y transformación de productos forestales, infraestructuras específicas, etc.
La silvicultura es la ciencia y el arte de crear, gestionar, plantar, utilizar, conservar y reparar bosques y arboledas para obtener los recursos asociados para los beneficios humanos y Medio ambiente. La silvicultura se practica en  plantaciones y  Masas forestales naturales. La ciencia de la silvicultura tiene elementos que pertenecen a las ciencias biológicas, físicas, sociales, políticas y de gestión. La gestión forestal desempeña un papel esencial en la creación y modificación de hábitats y afecta a la prestación de servicios ecosistémicos. 
La silvicultura moderna generalmente abarca una amplia gama de preocupaciones, en lo que se conoce como gestión de usos múltiples, incluyendo: el suministro de madera, leña,  hábitat de vida silvestre, gestión de la calidad del agua, recreo, protección del paisaje y de la comunidad, empleo, paisaje estéticamente atractivo,  gestión de la biodiversidad, gestión de cuencas hidrográficas, control de la erosión, y la preservación de los bosques como  sumidero de dióxido de carbono para el dióxido de carbono de la atmósfera de la Tierra.
Los ecosistemas forestales han llegado a verse como el componente más importante de la biosfera, y la silvicultura ha surgido como una ciencia aplicada, artesanía y tecnología vital. Un profesional de la silvicultura se conoce como  silvicultor. Otro término común es silvicultor. La silvicultura es más restringida que la silvicultura, ya que sólo se ocupa de las plantas forestales, pero a menudo se utiliza como sinónimo de silvicultura.
Todas las personas dependen de los bosques y de su biodiversidad, algunas más que otras. La silvicultura es un segmento económico importante en varios países industrializados, ya que los bosques proporcionan más de 86 millones de empleos verdes y apoyan el sustento de muchas más personas. Por ejemplo, en Alemania, los bosques cubren casi un tercio de la superficie terrestre, la madera es el recurso renovable más importante, y la silvicultura sostiene más de un millón de puestos de trabajo y alrededor de 181 000 millones de euros de valor para la economía alemana cada año.
En todo el mundo, se estima que 880 millones de personas dedican parte de su tiempo a recoger leña o producir carbón vegetal, muchas de ellas mujeres. La población humana tiende a ser baja en las zonas de los países de renta baja con una cubierta forestal elevada y una gran biodiversidad forestal, pero los índices de pobreza en estas zonas suelen ser altos. Unos 252 millones de personas que viven en bosques y sabanas tienen ingresos inferiores a 1,25 dólares al día.

## Historia de la Ingeniería de Montes

### Los inicios
Ya en la Edad Media, con la guerra de la Reconquista y el pastoreo de millones de ovejas y cabras (privilegios de la mesta), así como el fuego provocado por guerreros, pastores y agricultores, y el auge que va tomando la Marina con enorme demanda de madera, desapareció gran cantidad de arbolado propiciando que se produjesen intentos de protección del bosque, tanto en la legislación real como local (fueros, cartas pueblas, etc.).
Durante la segunda mitad del siglo XVIII la legislación básica en materia de montes estaba restringida a las Ordenanzas para la conservación y aumento de los montes de la Marina, de 31 de enero de 1748, y la Real Ordenanza para el aumento y conservación de los montes y plantíos, de 7 de diciembre del mismo año. Su carácter punitivo y limitador de algunos usos tradicionales hizo que fueran impopulares y criticadas. En 1803 fueron promulgadas unas nuevas Ordenanzas para los montes de la Marina, con carácter más liberalizador, que no llegaron a aplicarse. Las Cortes Constituyentes de 1812 abolieron toda la legislación forestal, siendo restaurada por el rey Fernando VII, no elaborándose hasta 1833 unas nuevas Ordenanzas en las que se abolía las específicas de la Marina. La crítica a las Ordenanzas se hicieron notar por los ilustrados del momento. Gaspar Melchor de Jovellanos, partidario del retorno de los montes a manos privadas, fue uno de los más críticos.
A medida que avanzaba el siglo, deja de observarse el monte como mero productor de madera, y pasa progresivamente a adquirir una función más amplia integrada dentro de un espectro más global de equilibrio del medio natural. Se abandona la mera arboricultura para pasar a la más elaborada selvicultura, donde botánica y experimentación desempeñaban un papel importante. Entre 1772 y 1774 se traducen al castellano las obras de Duhamel de Monceau, por el que fuera primer catedrático del Real Jardín Botánico de Madrid, Casimiro Gómez Ortega. Dicha influencia no sólo llegó a España, sino que llegó a los forestales alemanes, de larga tradición en Europa, cuando a principios del siglo XIX, Hartig y Cotta desarrollaron los principios básicos de la Dasonomía.
En España, a finales del XVIII, crece la preocupación por temas forestales a raíz de las traducciones de Casimiro Gómez, y aparecen diversos trabajos de importancia firmados por naturalistas como Cavanilles, Ventenat, los hermanos Boutelou, etc. No obstante, la profundización sobre temas forestales no llegó de la mano de estos estudios, sino de algunos miembros del Real jardín Botánico relacionados con los estudios agronómicos, más concretamente de los jardineros mayores. El primero de ellos, en 1799, fue Claudio Boutelou, nombrado en 1807 profesor de Agricultura. Sin embargo, la enseñanza de Agricultura no se estableció de manera regular hasta 1815, de la mano de Antonio Sandalio de Arias. Su papel sería trascendental en la introducción de los estudios forestales en España. Sandalio de Arias, es nombrado director del Real Jardín Botánico en 1823, sucediendo a Lagasca. Diez años más tarde fue nombrado inspector General de Montes, primero que hubo en España, al amparo de las nuevas Ordenanzas de 1833. Adquirió gran fama en su cátedra del Jardín Botánico, y fue nombrado primer director de la Escuela Central de Agricultura.
En 1835 se aprobó un decreto por el cual debía crearse una Escuela de Bosques, iniciativa debida a Martín de los Heros, militar y político liberal que ocupó altos cargos, como el de ministro de la Gobernación e intendente de la Casa Real. Este, junto con la ayuda de Joaquín Campuzano, embajador de España en Sajonia, intentó traer a uno de los hijos de Cotta, profesor en la Escuela de Montes de Thrarandt, con el fin de organizar la Escuela de Bosques.
Tras el fallido intento, parece ser que Antonio Sandalio de Arias fue el que tuvo la idea de enviar a Alemania a discípulos suyos con el fin de que se formasen en la nueva ciencia de la Dasonomía, en la Escuela de Tharandt. Los elegidos fueron Agustín Pascual y Esteban Botelou. Ambos regresaron en 1845, y al año siguiente fue promulgado el Real Decreto por el que se creaba definitivamente la Escuela de Montes el 18 de noviembre de 1846, comenzando a funcionar el 2 de enero de 1848. Los aspectos técnicos de puesta en marcha y organización, se debieron a Bernardo de la Torre Rojas (1792-1870), jurista, militar y primer director de la Escuela, que junto a Agustín Pascual se encargó de redactar el Reglamento Orgánico de la Escuela.
El profesorado de la Escuela Especial de Ingenieros de Montes en el momento de su creación estaba formada por Agustín Pascual, profesor de Dasonomía; Indalecio Mateo, profesor de Matemáticas; Pedro Bravo, profesor de Topografía, y Luis Galfan, profesor de Historia Natural, sustituido este por Miguel Bosch y Julia en 1850. En 1851, Pascual, Mateo, Bravo y Bosch recibieron el título de ingenieros de Montes, acto que fue conocido con el nombre de "ConsagracIón de los Obispos". Su nombramiento obedecía a la necesidad de que pudieran examinar oficialmente al alumnado de la Escuela. En 1852 salió la primera promoción de ingenieros de Montes de la Escuela de Villaviciosa de Odón.
En 1853 fue creado por Real Orden el Cuerpo de Ingenieros de Montes, y el 17 de marzo de 1854, un Real Decreto organizaba el Cuerpo, que quedaba constituido por tres ingenieros jefes, 12 ingenieros primeros y 30 ingenieros segundos, con un total de 45 miembros.

## Actividad
Se trata de una Ingeniería Superior de 5 a 6 cursos lectivos que equivaldrían a 300-360 ECTS y que en el sistema actual universitario se ha desglosado en un título de Grado (Graduado en Ingeniería Forestal) + un título de máster (máster Ingeniero de Montes) que corresponde al Nivel 3: máster del MECES (Marco Español de Cualificaciones para la Educación Superior) y Nivel EQF 7 del Marco Europeo de Cualificaciones para el aprendizaje permanente.
Los ingenieros de Montes tienen:
- Capacidad para diseñar, dirigir, elaborar, implementar e interpretar proyectos y planes de actuación integrales en el medio natural. Para proyectar, dirigir y gestionar industrias e instalaciones forestales de primera y sucesivas transformaciones. Para aplicar y definir criterios e indicadores en el campo de la auditoría ambiental. Para el desarrollo de técnicas y proyectos en el campo de las energías renovables.
- Capacidad para comprender los fundamentos biológicos, químicos, físicos, matemáticos y de los sistemas de representación necesarios para el desarrollo de la actividad profesional, así como para identificar los diferentes elementos bióticos y físicos del medio forestal y los recursos naturales renovables susceptibles de protección, conservación y aprovechamientos en el ámbito forestal.
- Capacidad para analizar la estructura y función ecológica de los sistemas y recursos forestales, incluyendo los paisajes.
- Conocimiento de los procesos de degradación que afecten a los sistemas y recursos forestales (contaminación, plagas y enfermedades, incendios, etc.) y capacidad para el uso de las técnicas de protección del medio forestal, de restauración hidrológico forestal y de conservación de la biodiversidad.
- Capacidad para evaluar y corregir el impacto ambiental, así como aplicar las técnicas de auditoría y gestión ambiental.
- Conocimiento de las bases de la mejora forestal y capacidad para su aplicación práctica a la producción de planta y la biotecnología.
- Capacidad para medir, inventariar y evaluar los recursos forestales, aplicar y desarrollar las técnicas selvícolas y de manejo de todo tipo de sistemas forestales, parques y áreas recreativas, así como las técnicas de aprovechamiento de productos forestales maderables y no maderables.
- Capacidad para resolver los problemas técnicos derivados de la gestión de los espacios naturales.
- Capacidad para gestionar y proteger las poblaciones de fauna forestal, con especial énfasis en las de carácter cinegético y piscícola.
- Conocimientos de hidráulica, construcción, electrificación, caminos forestales, maquinaria y mecanización necesarios tanto para la gestión de los sistemas forestales como para su conservación.
- Capacidad para aplicar las técnicas de ordenación forestal y planificación del territorio, así como los criterios e indicadores de la gestión forestal sostenible en el marco de los procedimientos de certificación forestal.
- Capacidad para caracterizar las propiedades anatómicas y tecnológicas de las materias primas forestales maderables y no maderables, así como de las tecnologías e industrias de estas materias primas.
- Capacidad de organización y planificación de empresas y otras instituciones, con conocimiento de las disposiciones legislativas que les afectan y de los fundamentos del marketing y comercialización de productos forestales.
- Capacidad para diseñar, dirigir, elaborar, implementar e interpretar proyectos y planes, así como para redactar informes técnicos, memorias de reconocimiento, valoraciones, peritajes y tasaciones, y realizar trabajos de interpretación gráfica o cartográfica y topográficos de cualquier índole.
- Capacidad para entender, interpretar y adoptar los avances científicos en el campo forestal, para desarrollar y transferir tecnología y para trabajar en un entorno multilingüe y multidisciplinar.
- Capacidad para el desarrollo de políticas forestales y para aplicar las técnicas de marketing y comercialización de productos forestales.[14]